# Keizan Jōkin
Gasan Jōseki
Keizan Jōkin (瑩山 紹瑾 禅師, Keizan Jōkin zenshi), 1268-1325), de son nom posthume Jōsai Daishi, est un maître zen japonais. Il est le successeur à la troisième génération de Dōgen (1200-1253). On le considère parfois comme le « second fondateur » de l'école Sōtō, dans le développement et la diffusion de laquelle il joua un rôle essentiel.  

## Éléments de biographie

### Noviciat et ordination
Keizan est originaire de la province d'Echizen (actuelle préfecture de Fukui). On ne sait pas grand-chose de son enfance, mais sans doute a-t-il été subi l'influence de sa mère, très pieuse et adepte d'Avalokiteshvara. Il entre dans le temple de Eihei-ji, proche de chez lui. D'abord tonsuré à l'âge de huit ans pour entrer dans le noviciat, il est ordonné moine à l'âge de douze ans par Koun Ejō, premier successeur de Dôgen,. Il pratique sous la direction de Tettsû Gikai (1219-1309), un disciple de Dôgen. À la mort de Ejô (1280), il part au monastère voisin de Hôkyô-ji , dirigé par un autre disciple de Dôgen, Jakuen.    
Il pratique tout d'abord sous la direction de Tattsû Gikai, dont il devient le disciple et l'héritier dans le Dharma. En 1303, Gikai se retire de la direction du Daijô-ji, à Kanawara, dans la préfecture d'Ishikawa, et Keizan en devient l'abbé.   

### Le Yôkô-ji
Vers 1313, Keizan construit une petite salle de méditation sur le terrain sur lequel s'élevait alors un temple shingon, le Yōkō-ji (« temple de la Lumière éternelle »), au pied de la péninsule de Noto,. En fait en 1312, il avait reçu un terrain à cet endroit de la part d'un couple de laïcs. Il appellera ce domaine Tôkoku, allusion au nom de la montagne Dongshan sur laquelle vécut Dongshan Liangjie (jap. Tôzan), l'un des deux fondateurs de l'école Sôtô. Toutefois, le terrain se trouvant dans une vallée et non sur une montagne, Keizan remplaça shan (zan) par koku (« vallée »). En 1317, Keizan y établit un monastère qui répondra au nom de Tôkoku-san Yôkô-ji.    

### Fondation du Sôji-ji
Plus tard, il acquiert un temple appelé de Morookadera, qu'il va renommer en Sōji-ji et qui allait devenir, avec l'Eihei-ji de Dōgen, l'un des deux grands centres du zen Sōtō. En 1322, l'empereur Go-Daigo (Keizan lui avait transmis les préceptes de bodhisattva) éleva le Soji-ji et le Yoko-ji au rang de temples officiels. En 1322, il fonde également à la mémoire de sa mère, l'Enzũin, un sanctuaire consacré à Kannon et au salut de toutes les femmes. Le sanctuaire se trouve dans l'enceinte du Yōkō-ji, et il en confia la direction à la nonne Sonin[réf. nécessaire], sa principale bienfaitrice.   
En 1324, Keizan remet la direction du Soji-ji à son disciple Gasan Jôseki, et se retirait au Yôkô-ji afin d'y terminer sa vie.   

## Le zen selon Keizan
Le zen de Keizan se caractérise par son aspect syncrétique, mêlant au zen « pur » de Dōgen des éléments empruntés au bouddhisme ésotérique et aux traditions locales. C'est cette formule, et le talent administratif de Keizan et de ses disciples, qui assurèrent au zen Sōtō son succès, et en firent une des principales écoles bouddhiques japonaise. 
Keizan a popularisé le zen au-delà des classes dirigeantes et aussi parmi les samouraïs vivant dans les zones rurales en mélangeant des éléments ésotériques au zen sôtô et en introduisant pour les laïcs des services funèbres et des cérémonies commémoratives pour les défunts. 

## Œuvres
On doit à Keizan le Denkoroku, une importante série de biographies des patriarches du zen, le Zazen Yojinki (« Recommandations pour la pratique de zazen »), ainsi que le Keizan Shingi, un code monastique destiné à régler la vie au Yôkô-ji. Ce dernier texte sera publié pour la première fois en 1680 par l'érudit et moine zen Manzan Dôhaku. 

### Ouvrages de Keizan
- Keizan Jōkin (trad. Jean Nyojo Rat), Denkōroku [« Le Recueil de la Transmission de la Lumière »], Almora, coll. « Les Deux Océans », 2024, 650 p. (ISBN 9782351187050)
- (en) Keizan (trad. et introduction par John McRae), « Advice on the practice of Zazen (Zazen Yojinki), », dans John McRae, Gishin Tokiwa, Osamu Yoshida, Osamu; Steven Heine, Zen texts, Berkeley, Numata Center for Buddhist Translation and Research, 2005, 328 p. (ISBN 1-886-43928-1, lire en ligne), p. 259-275
- (en) Denkoroku Or the Record of the Transmission of the Light (trad. par Rev. Hubert Nearman), Tuttle Publishing; 2nd ed., 2002 [2001], 328 p. (ISBN 978-0-930-06622-2)
- (en) Transmission of Light: Zen in the Art of Enlightenment (trad. et introduction Thomas Cleary), Boulder, CO, Shambhala, 2002, 232 p. (ISBN 978-1570629495)
- Zazen Yojinki. Recommandations pour la pratique de la méditation de Maître Keizan; suivi de Sankon zazen setsu (Les trois sortes de pratiquants de zazen) (trad. et commentaires de Roland Yuno Rech), Nice, Yuno Kusen, 2010, 271 p. (ISBN 978-2-952-55074-1)
- (en) Zen Master Keizan's Monastic Regulations (translated and edited by Ichimura Shohei), Wahshington, North American Institute of Zen and Buddhist Studies, 1994, xiii, 441

### Études
- Bernard Faure, L'Imaginaire du Zen: L'univers mental d'un moine japonais, Paris, Les Belles Lettres, 2011, 240 p. (ISBN 978-2-251-72209-2).
- (en) William M. Bodiford, Sōtō Zen in Medieval Japan, Hawaii, University of Hawaii Press, 1993, 368 p. (ISBN 978-0-824-81482-3)
- (en) Keizan Study Material for the 2010 National Conferenceof The Soto Zen Buddhist Association (Ensemble de textes de conférences et d'extraits d'ouvrages consacrés à Keizan), 176 p. (lire en ligne)